# Borgo Santa Maria (Pesaro)
Borgo Santa Maria (già Pozzo Basso) è una frazione del comune italiano di Pesaro, nelle Marche.

## Geografia fisica
Il paese di Borgo Santa Maria è situato in pianura nell'immediato entroterra pesarese, lungo il corso del fiume Foglia, alle pendici della collina di Pozzo Alto. Il borgo è posto tra Tavullia, i centri abitati di Osteria Nuova (Montelabbate) e Case Bruciate (Pesaro) e l'area artigianale di Chiusa di Ginestreto.
Borgo Santa Maria dista circa 10 km da Pesaro e quindi dal Mar Adriatico.

## Monumenti e luoghi d'interesse
- Chiesa di Santa Maria Regina, storica chiesa parrocchiale della frazione,[3][4] è stata consacrata il 25 settembre 1964 dal vescovo Luigi Carlo Borromeo, con parrocchia istituita nel 1958 dopo il distacco dai territori di Pozzo Alto e Montelabbate e riconosciuta civilmente l'anno successivo. La chiesa e la casa canonica furono realizzate con il contributo dello Stato, in seguito alla legge Aldisio del 1952, su un terreno donato dal canonico Salvatore Scalognini. L'edificio si presenta in stile neoromanico.[5]

- Chiesa nuova di Santa Maria Regina, moderna struttura parrocchiale della frazione, è stata costruita alle spalle della vecchia chiesa in uno stile contemporaneo creando così un effetto di contrasto tra i due edifici. La chiesa è stata consacrata il 25 settembre 2011.[5]

- Chiesa di Santa Maria del Piano, antica chiesa di Borgo Santa Maria oggi scomparsa, è ricordata sin dal 1633 nella località di Pozzo Basso. Si trattava di una chiesa di piccole dimensioni di proprietà della compagnia laicale della Beata Vergine del Rosario, poi modificata nel 1948.[5]

## Cultura
A Borgo Santa Maria è situata la Biblioteca Rodari una delle strutture pubbliche del comune di Pesaro. Rinnovata più volte, il 25 luglio 2020 è stata trasferita in una nuova sede. Possiede un patrimonio librario di circa 12 000 volumi.

## Geografia antropica
La frazione di Borgo Santa Maria costituisce la sede del "Quartiere 8", uno dei dieci quartieri (ex circoscrizioni comunali) nei quali è suddiviso il comune di Pesaro. Il territorio del quartiere Borgo Santa Maria comprende anche le vicine frazioni di Pozzo Alto (157 m s.l.m., 224 abitanti), Case Bruciate (39 m, 705 ab.), Ginestreto (288 m, 171 ab.) e Villa Ceccolini (39 m, 1 836 ab.).
Altre località del territorio sono quelle di Case Monteromanesco (248 m, 13 ab.), San Donato (182 m, 25 ab.), Sminatori (20 m, 47 ab.), Valle di Ginestreto (227 m, 19 ab.) e la grande area artigianale di Chiusa di Ginestreto.

## Infrastrutture e trasporti
Il paese è attraversato dalla ex strada statale 423 Urbinate, oggi strada provinciale 423, che collega la città di Pesaro con Urbino.